# Ано Волос
Ано Волос (на гръцки: Άνω Βόλος), в буквален превод Горен Волос, със старо име до 1916 г. Ано Махалас (на гръцки: Άνω Μαχαλάς), което значи Горната махала, е селище и предградие на Волос в Тесалия. Намира на 5 км източно от града и се характеризира като традиционно селище с Пелионска архитектура. 
На хълма, около който е разположено селището, се намират останките от византийско укрепление на Малиасените с кръгла отбранителна кула и запазена тристранната арка от стара византийска църква, интегрирана в епископската църква, посветена на Успение Богородично, изградена като трикорабна базилика върху старите основи през 1638/1639 г. 
На площада на селото се намира църквата „Въведение Богородично“, която също е трикорабна базилика без външен притвор. Вътре има дървен иконостас без много декоративна резба. От външната страна на нишата на олтара са вградени два мраморни релефа от XIII век, които са от разрушения манастир „Посвещение Богородично“ в Макриница. В миналото църквата е имала камбанария близо до северната врата, която е съборена в началото на XX век. 